# 무라트 3세
무라트 3세(오스만 튀르크어: مراد ثالث, 튀르키예어: III. Murat, 영어: Murad III, 1546년, 7월 4일 ~ 1595년 1월 15일)는 오스만 제국의 12대 술탄이다.(재위 1574년 12월 15일~1595년 1월 15일)

## 생애
무라트 3세는 술탄 셀림 2세와 누르바누 술탄의 사이에서 태어난 장자이다. 그의 어머니인 누르바누 술탄의 원래 이름은 체칠리아(Caecilia)이며 베네치아인으로 알려져 있다. 그녀의 친부모에 관한 자세한 기록은 전해지지 않으나 그녀 스스로는 본인이 이탈리아 귀족 혈통이라고 주장했다고 한다. 터키 해적들에게 납치되어 술탄의 하렘에 바쳐진 것으로 보인다.
무라트 3세는 프랑스어와 아랍어에 대한 교육을 받았다고 전해진다. 또한 그는 1558년에 아버지 술탄 셀림 2세가 마니사 총독에서 남쪽 카라만(Karaman)지역의 총독으로 임명되자, 할아버지인 쉴레이만 1세의 곁으로 보내졌다. 이 후 셀림 2세가 술탄의 자리에 오르자 다시 마니사로 보내졌다가 셀림 2세가 승하한 1574년 12월 22일에 이스탄불로 돌아와 재위에 올랐다.

## 기록
무라트 3세의 다음 후계자인 메메트 3세를 낳은 여인은 사피예 술탄(Safiye Sultan)이다.이탈리아 베네치아 공국 출신으로 알려져있으나 두카기니 공국의 알바니아인으로 추측된다.
무라트 3세의 자녀는 백여명이 넘는 것으로 알려졌는데, 이 중 19명에서 20명이 아들로 알려졌다. 기록상으로 전해지는 자녀들의 이름은 대략 아래와 같다.
남자
1. 메메트 3세
2. 셀림
3. 베야짓
4. 무스타파
5. 오스만
6. 지한기르
7. 압둘라
8. 압둘라흐만
9. 압둘라
10. 하산
11. 아흐멧
12. 야쿱
13. 알렘샤
14. 유슙
15. 후세인
16. 콜쿳
17. 알리
18. 이삭
19. 오메르
20. 알라딘
21. 다붓
여자
1. 아이쉐
2. 파트마
3. 미흐리마
4. 암리예